# راب دو بوا
راب دو بوآ (انگلیسی: Rob du Bois; ۲۸ مهٔ ۱۹۳۴ – ۲۸ اوت ۲۰۱۳) آهنگساز، نوازنده پیانو، و وکیل اهل هلند بود.